# Andoni Ortuzar
Andoni Ortuzar Arruabarrena (Abanto-Zierbena, 13 luglio 1962) è un giornalista e politico spagnolo di origini basche. È stato presidente del Partito Nazionalista Basco (EAJ-PNV) dal 2013 al 2025, nonché vicepresidente del Partito Democratico Europeo.

## Biografia
Nasce ad  Abanto-Zierbena, un paese a pochi chilometri da Bilbao, nel 1962. Studia Scienze della comunicazione con indirizzo giornalismo all'Università dei Paesi Baschi, e dopo la laurea inizia a lavorare come redattore della Radio Popular di Bilbao. Dal 1981 al 1987 lavora al quotidiano Deia, occupandosi delle sezioni di lavoro e di politica basca. o donde se mantuvo hasta 1987. Milita nel sindacato ELA, raggiungendo la presidenza del comitato d'impresa di Deia.

### Traiettoria politica
Nel settembre del 1987 lascia Deia ed entra a far parte del Dipartimento di Presidenza, Giustizia e Sviluppo del Governo basco in qualità di assessore alla stampa e alle relazioni Internazionali. Nel 1991 viene nominato assessore alla comunicazione e coordina il dipartimento degli Affari esteri, creato da poco, del quale l'anno successivo viene nominato segretario generale di quest'utlimo, dedicandosi alla preparazione delle missioni istituzionali basche all'estero, così come delle visite ufficiali di funzionari stranieri nei Paesi Baschi. Questo ruolo gli è stato affidato nuovamente nel 1995.
Ha inoltre svolto anche il ruolo di presidente del Comitato consultivo basco di cooperazione allo sviluppo, vicepresidente del Comitato consultivo con le collettività basche e membro della Commissione bilaterale Spagna-Paesi Baschi per gli Affari europei. Nel giugno del 1999 gli è affidato l'incarico di direttore generale dell'Euskal Irrati Telebista, l'ente radiotelevisivo pubblico dei Paesi Baschi. Nel 2008 sostituisce Iñigo Urkullu nel ruolo di presidente del Bizkai Buru Batzar, l'organo di direzione dell'EAJ-PNV per la provincia di Biscaglia.
Nel 2009 viene eletto alla IX legislatura del Parlamento basco nella circoscrizione della Biscaglia. Nel 2013 viene eletto presidente dell'organo di gestione superiore del partito, l'Euskadi Buru Batzar, incarico poi riconfermato dall'Assemblea generale del partito celebrata a Pamplona nel 2016, e poi di nuovo nel 2020 per un terzo mandato.

## Vita privata
È sposato e ha due figli.